# Ла-Круа-Вальме
Ла-Круа́-Вальме́ или Ла-Круа́-Вальме́р (фр. La Croix-Valmer) — коммуна на юго-востоке Франции в регионе Прованс — Альпы — Лазурный берег, департамент Вар, округ Драгиньян, кантон Сент-Максим.
Площадь коммуны — 22,28 км², население — 3173 человека (2006) с выраженной тенденцией к росту: 3509 человек (2012), плотность населения — 157,0 чел/км².

## Население
Население коммуны в 2011 году составляло — 3498 человек, а в 2012 году — 3509 человек.
| 1962 | 1968 | 1975 | 1982 | 1990 | 1999 | 2005 | 2006 | 2010 | 2011 | 2012 |
| ---- | ---- | ---- | ---- | ---- | ---- | ---- | ---- | ---- | ---- | ---- |
| 1110 | 1380 | 1759 | 2064 | 2634 | 2734 | 3139 | 3173 | 3429 | 3498 | 3509 |

Динамика населения:

## Экономика
В 2010 году из 2101 человек трудоспособного возраста (от 15 до 64 лет) 1504 были экономически активными, 597 — неактивными (показатель активности 71,6 %, в 1999 году — 68,4 %). Из 1504 активных трудоспособных жителей работали 1322 человека (707 мужчин и 615 женщин), 182 числились безработными (84 мужчины и 98 женщин). Среди 597 трудоспособных неактивных граждан 154 были учениками либо студентами, 222 — пенсионерами, а ещё 221 — были неактивны в силу других причин.
На протяжении 2010 года в коммуне числилось 1784 облагаемых налогом домохозяйства, в которых проживало 3958,5 человек. При этом медиана доходов составила 19 тысяч 586 евро на одного налогоплательщика.